# Apró Ferenc
Apró Ferenc (Szeged, 1941. október 29. –) magyar helytörténész, irodalomtörténész, művelődéstörténész, művészeti író.

## Életpályája
Általános és középiskolai tanulmányait Szegeden végezte el. A Ságvári Gimnáziumban tanult, ahol Szörényi József, Visy József és Lessi Viktor oktatták. 1966-ban jogi diplomát szerzett. 1968-ban bírói-ügyészi szakvizsgát tett. 1970-ben jelent meg első írása. 1974-től ügyvédként dolgozott. 
Szakmai munkája mellett a Szeged egyik legjelentősebb helytörténésze. Elsősorban a múlt század képző- és irodalomtörténetével, helytörténeti kutatásaival foglalkozott. Számos cikke jelent meg e témakörökben országos és helyi lapokban, dolgozatainak száma több mint 700.

## Művei
- Szöri József (Szeged, 1978)
- Babits Szegeden (Szeged, 1983)[1]
- Az első világháború hősi emlékei Szegeden (Szeged, 1985)
- Péter László munkássága I. (bibliográfia, Szeged, 1986)
- Gergely Sándor, az aktivisták szobrásza (Szeged, 1986)[2]
- A Szegedi Ügyvédi Kamara negyven éve 1944-1984 (Draskóczy Edével és Habermann Gusztávval, Szeged, 1989)
- Írások Juhász Gyuláról (Szeged, 1993)
- Cigányprímások a 19. századi Szegeden (1995)
- Hitvallás (1996)
- Mikszáth szegediekről, szegediek Mikszáthról (szerkesztő, 1997)
- Hol sírjaik domborulnak… (1998)
- Szegedi képeslapok - a képeslapok Szegedje (1999, 2002)
- A kiállítást megnyitom… (1999)
- "Ember, örömre születtél!" (1999)
- Jókai Szegeden (2000)
- Szeged: A városról lakóinak és vendégeinek (Péter Lászlóval, 2002)
- Muzsikaszó a régi Szegeden (2008)
- Jogászok a Móra szegedi környezetében (2010)
- A Hágitól a Mars térig (2011)
- Képek a szegedi zsidóság múltjából (2014)
- Barangolás Szeged zenei múltjában (2018)
- Péter László munkássága II.

## Díjai
- Szegedért Emlékérem (1996)[3]
- Ságvári Gimnáziumért Emlékérem (1999)[3]
- Szeged Kultúrájáért díj (2022)[4][5]
- Szegedért Alapítvány fődíj (2025)[6]